# Vlag van Karlsbad

Vlag van Karlsbad (ratio 2:3)

De vlag van Karlsbad is, net als alle andere Tsjechische regionale vlaggen (uitgezonderd de vlag van Praag), ingedeeld in vier kwartieren. De vlag is sinds 27 juni 2001 in gebruik.

Wapen van de stad Karlsbad

Het eerste kwartier toont de leeuw van Bohemen, die ook op het wapen van Tsjechië staat. Het is een zilveren leeuw met een dubbele staart op een rood veld. In het vierde kwartier komt deze leeuw terug, maar hier is hij afkomstig uit het wapen van de regionale hoofdstad Karlsbad.
In het tweede kwartier staat een gestileerde gele fontein met wit water. In het derde kwartier staan twee gekruiste mijnbouwhamers boven twee gele takken.